# Leucochrysa (Nodita) grisoli
Leucochrysa (Nodita) grisoli is een insect uit de familie van de gaasvliegen (Chrysopidae), die tot de orde netvleugeligen (Neuroptera) behoort. 
Leucochrysa (Nodita) grisoli is voor het eerst wetenschappelijk beschreven door Navás in 1912.